# Thái Học (phường)
Thái Học là một phường thuộc thành phố Chí Linh, tỉnh Hải Dương, Việt Nam.

## Địa lý
Phường Thái Học nằm ở phía nam thành phố Chí Linh, có vị trí địa lý:
- Phía đông giáp phường An Lạc và phường Văn Đức
- Phía tây giáp phường Sao Đỏ và phường Chí Minh
- Phía nam giáp phường Tân Dân
- Phía bắc giáp phường Cộng Hòa.

Phường Thái Học có diện tích 7,81 km², dân số năm 2010 là 5.408 người, mật độ dân số đạt 692 người/km².

## Lịch sử
Sau năm 1975, Thái Học là một xã thuộc huyện Chí Linh.
Ngày 12 tháng 2 năm 2010, Chính phủ ban hành Nghị quyết số 09/NQ-CP thành lập phường Thái Học thuộc thị xã Chí Linh trên cơ sở toàn bộ diện tích và dân số của xã Thái Học.
Ngày 10 tháng 1 năm 2019, Ủy ban Thường vụ Quốc hội ban hành Nghị quyết số 623/NQ-UBTVQH14 thành lập thành phố Chí Linh trên cơ sở toàn bộ diện tích và dân số của thị xã Chí Linh. Phường Thái Học thuộc thành phố Chí Linh như hiện nay.